# John Higgins
John Higgins, MBE (sinh ngày 18 tháng 5 năm 1975) là một vận động viên snooker chuyên nghiệp người Scotland. Kể từ khi chuyển sang chuyên nghiệp năm 1992, anh đã giành được 30 danh hiệu xếp hạng, bao gồm bốn chức vô địch thế giới và ba chức vô địch toàn Anh, cũng như hai danh hiệu Masters, khiến anh trở thành một trong những người chơi thành công nhất trong lịch sử môn thể thao này.
Xét về các danh hiệu vô địch thế giới trong kỷ nguyên hiện đại, Higgins đứng thứ năm sau Stephen Hendry (7), Steve Davis (6), Ray Reardon (6) và Ronnie O'Sullivan (5). Với 30 danh hiệu giành được, anh xếp ở vị trí thứ ba sau Hendry (36) và O'Sullivan (36). Nổi tiếng với lối đánh phá băng, anh ta đã thiết lập hơn 750 century break trong giải đấu chuyên nghiệp, chỉ sau O'Sullivan và Hendry. Anh ấy cũng đã đạt được 9 maximum break thi đấu, tiếp tục đứng thứ ba sau O'Sullivan (15) và Hendry (11). Trong 16 mùa đầy đủ liên tiếp từ 1996/1997 đến 2011/2012, Higgins không bao giờ đứng thấp hơn hạng 6 trong bảng xếp hạng thế giới.